# Гахенбург
Гахенбург (нім. Hachenburg) — місто в Німеччині, розташоване в землі Рейнланд-Пфальц. Входить до складу району Вестервальд. Центр об'єднання громад Гахенбург.
Площа — 21,43 км2. Населення становить 6175 ос. (станом на 31 грудня 2020).

## Галерея

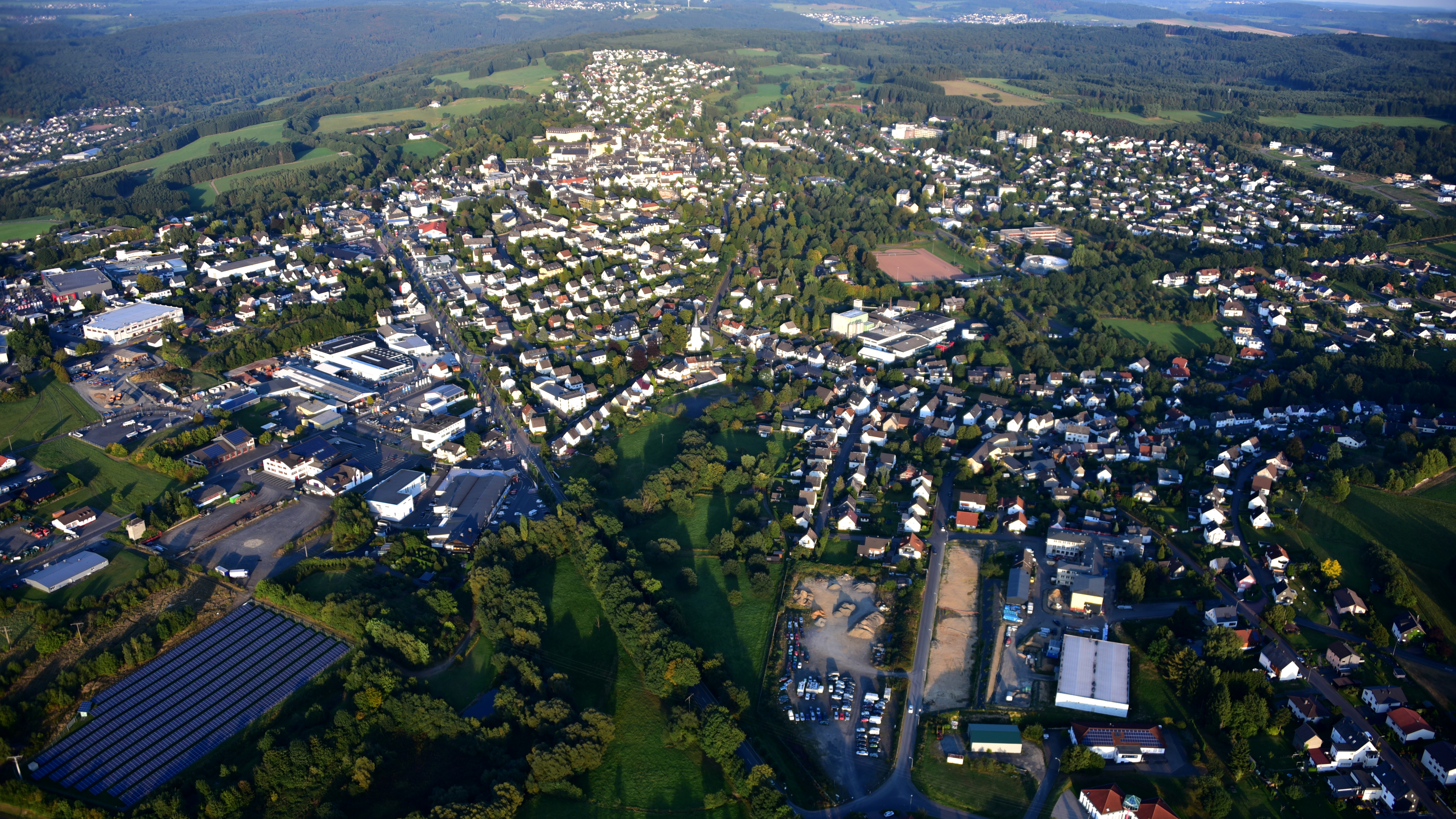
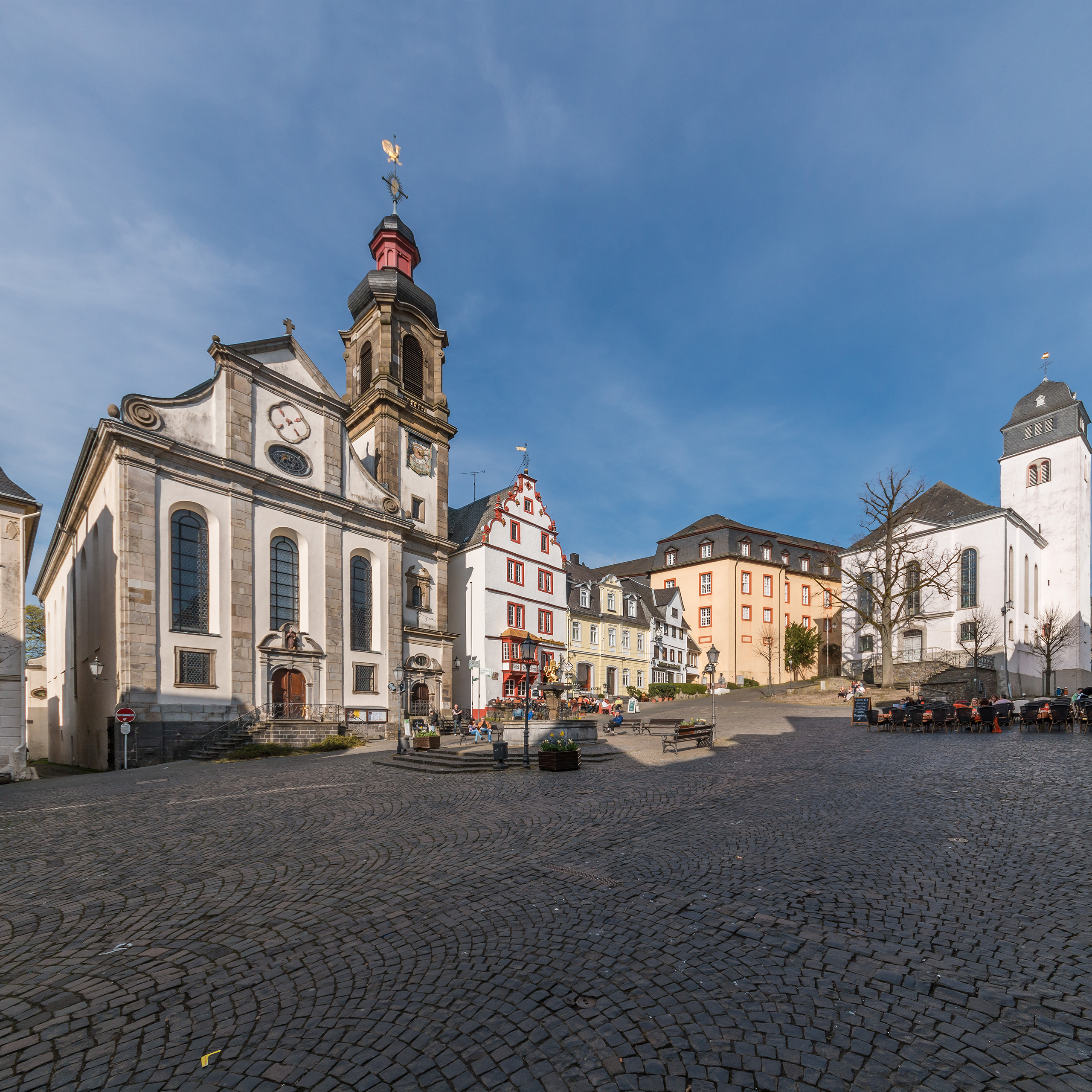
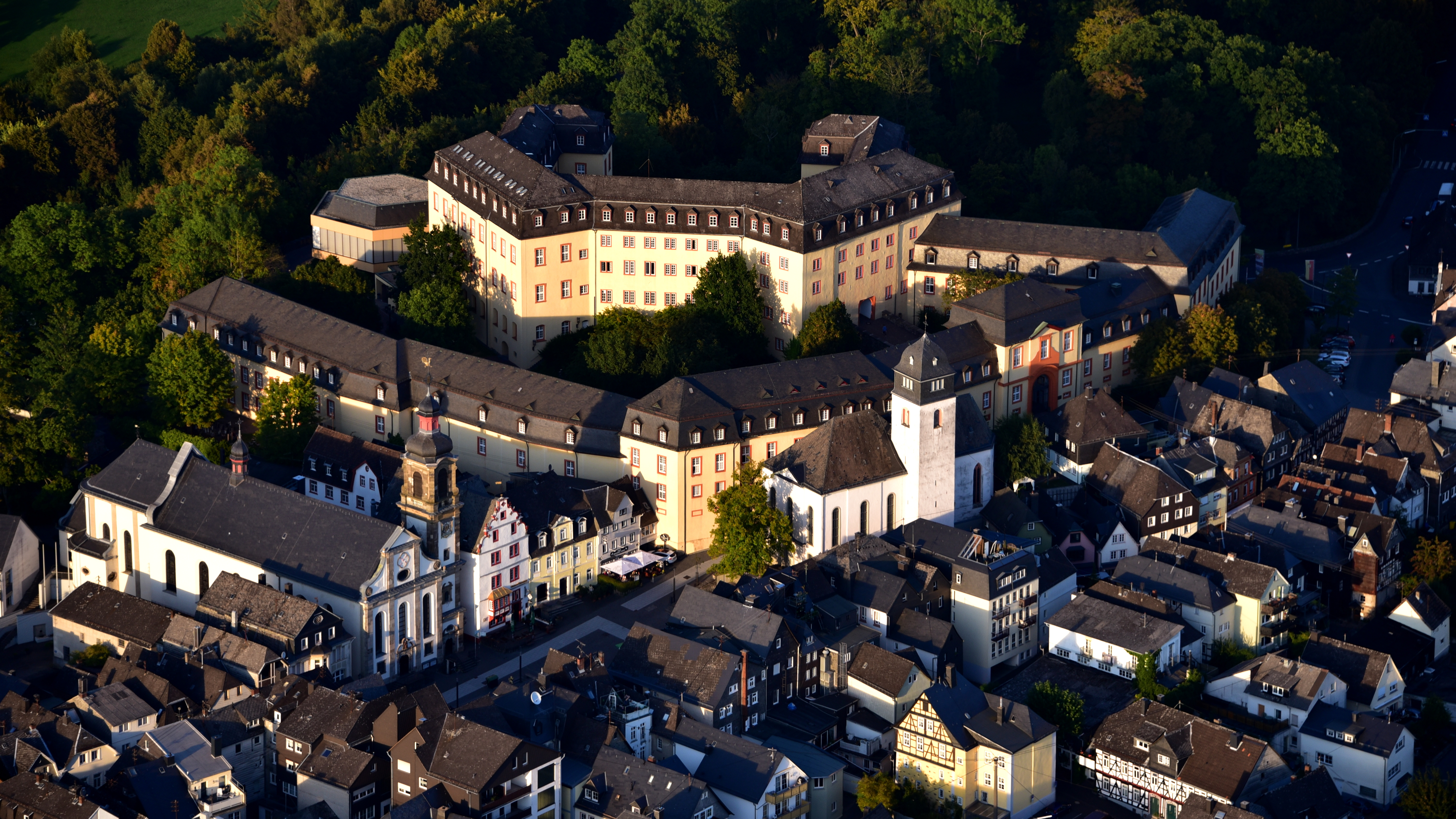
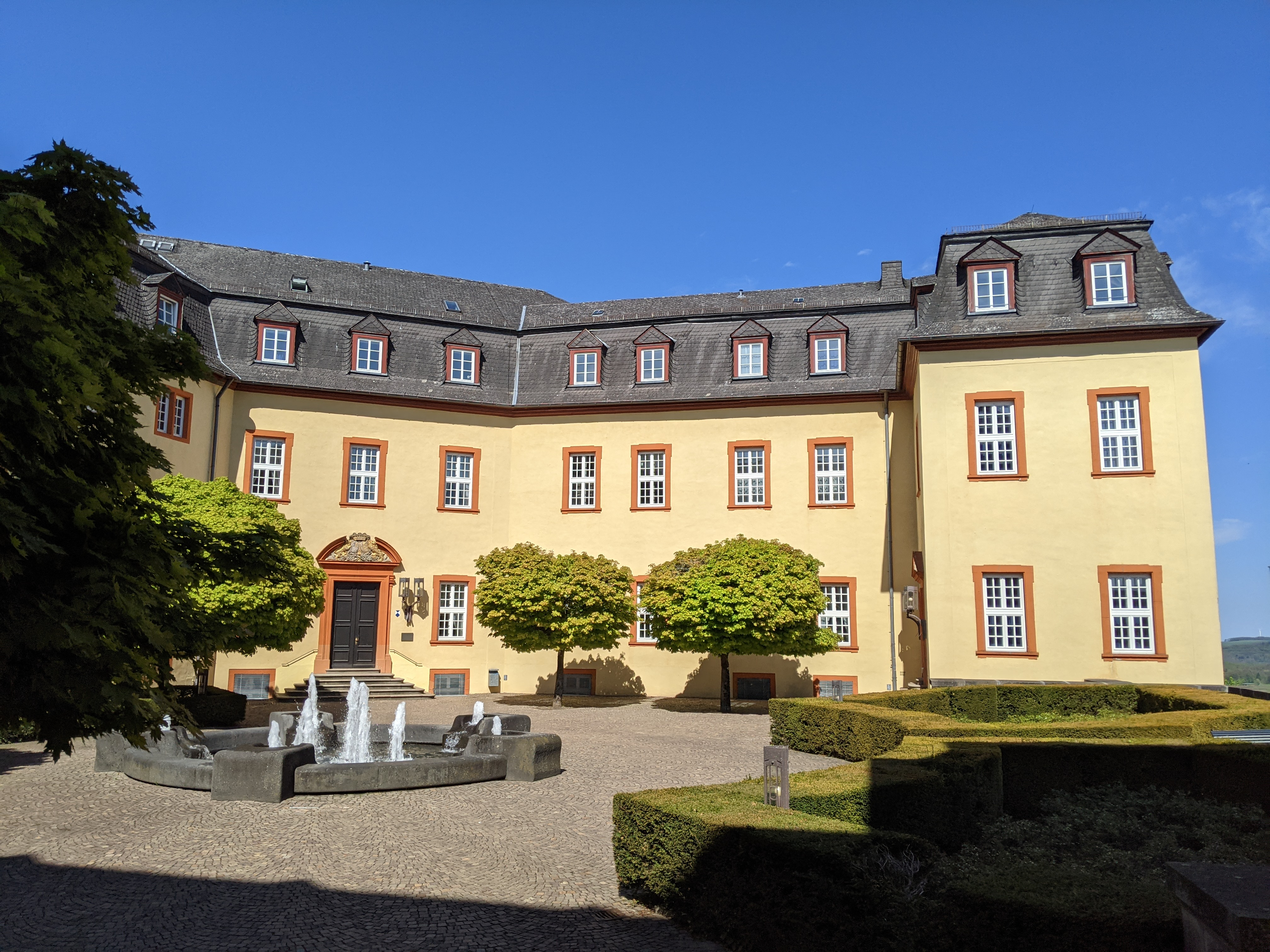
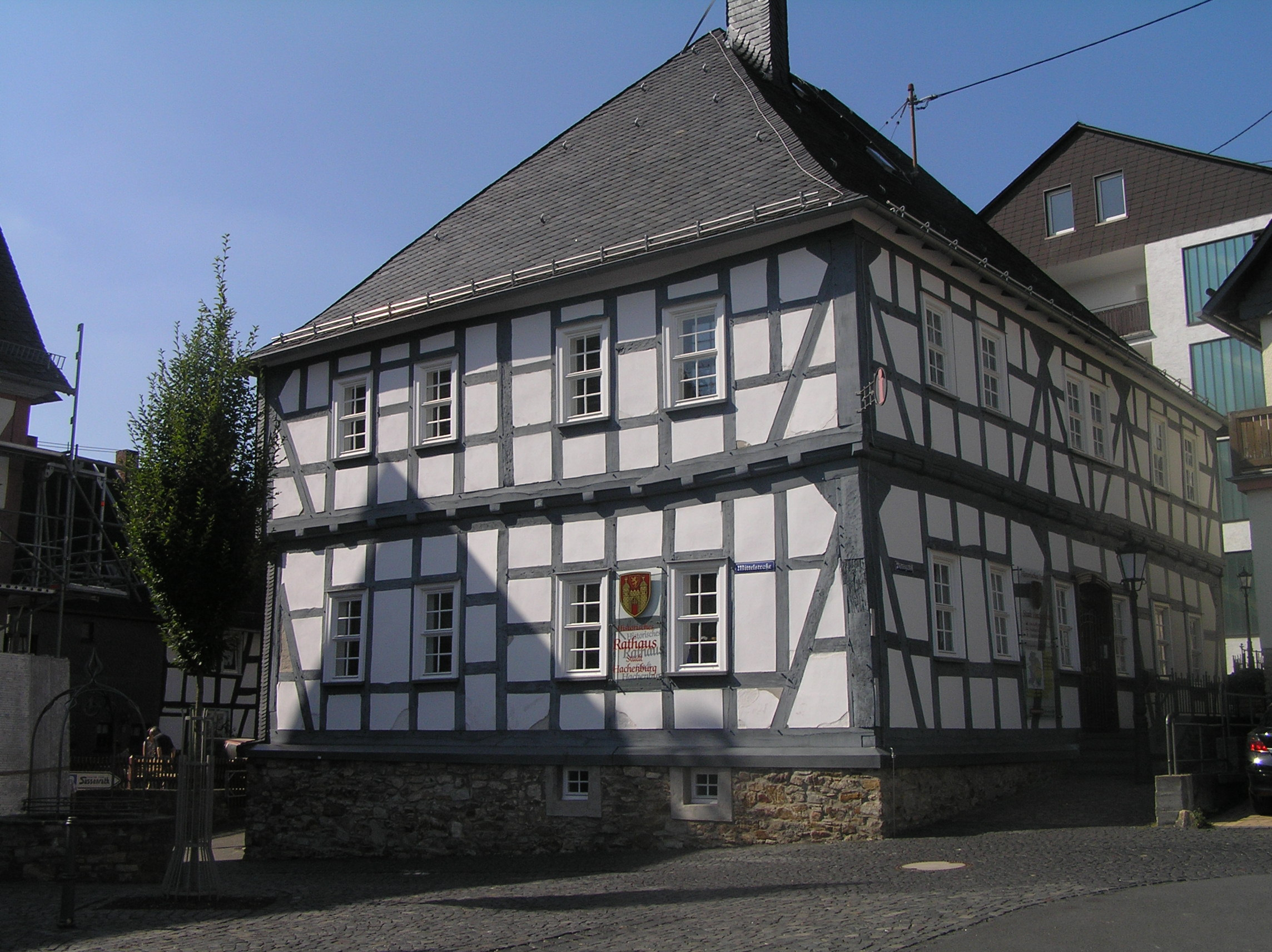
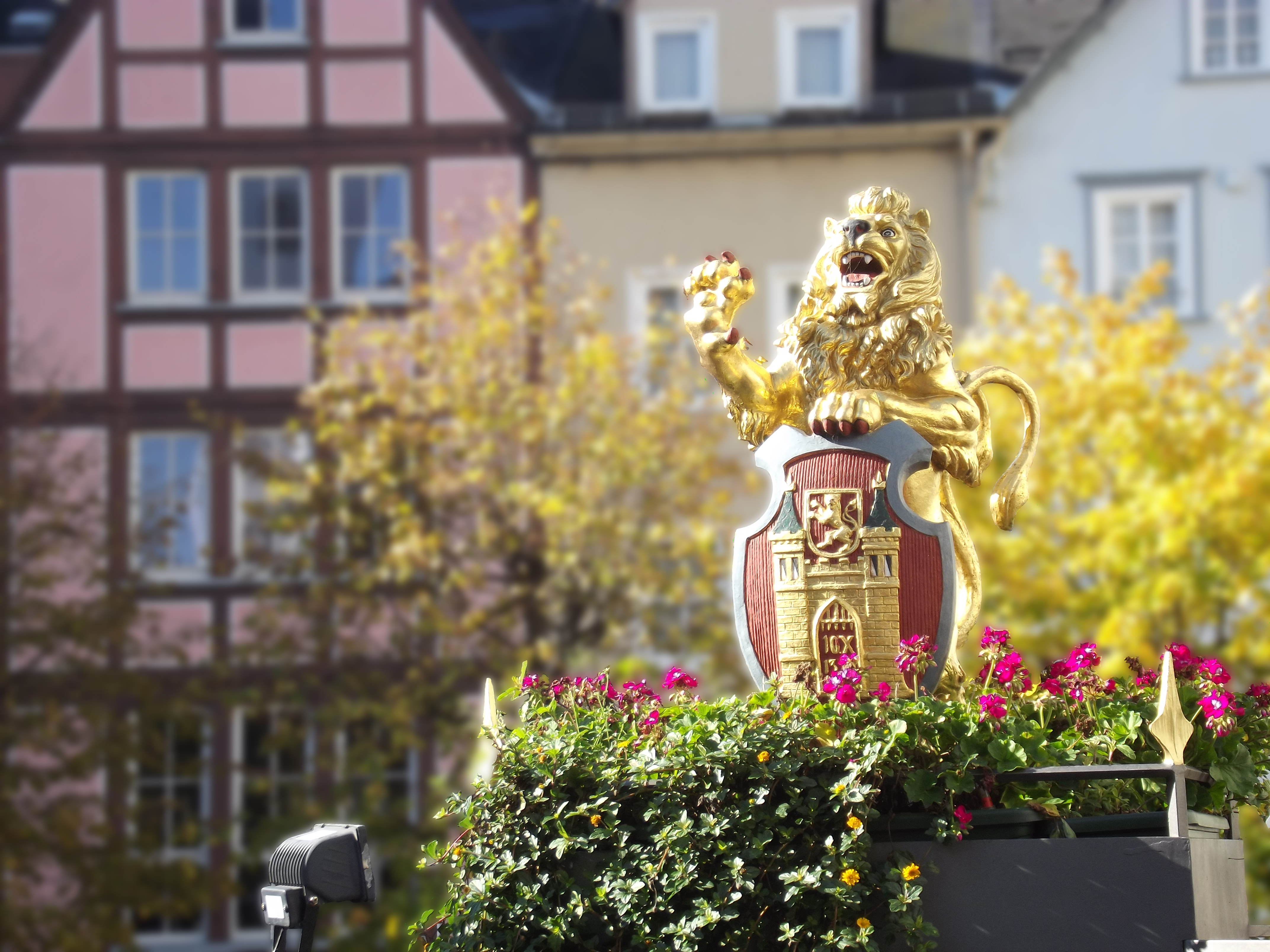